# Finales de la NBA de 1996
Las Finales de la NBA de 1996 fueron las series definitivas de los playoffs del 1996 y suponían la conclusión de la temporada 1995-96 de la NBA. Los Seattle SuperSonics (64-18) de la Conferencia Oeste se enfrentarían a los Chicago Bulls (72-10) de la Conferencia Este, con los Bulls manteniendo la ventaja de campo. Las series se jugarían al mejor de siete encuentros, esto quiere decir que el primer equipo en conseguir cuatro victorias se llevaría las finales.
Chicago ganó las series 4 a 2, resultado acorde al balance conseguido por los de Chicago durante la temporada regular, 72-10. Michael Jordan fue nombrado MVP de las Finales.

## Resumen
| Equipo          | Partido 1 | Partido 2 | Partido 3 | Partido 4 | Partido 5 | Partido 6 | Total |
| --------------- | --------- | --------- | --------- | --------- | --------- | --------- | ----- |
| Seattle (Oeste) | 90        | 88        | 86        | 107       | 89        | 75        | 2     |
| Chicago (Este)  | 107       | 92        | 108       | 86        | 78        | 87        | 4     |

## Camino a las finales
Durante los playoffs, los Bulls solo perdieron tres partidos en cuatro series, enfrentándose a Gary Payton, Shawn Kemp, al entrenador principal George Karl y al resto de los Seattle SuperSonics en las Finales de la NBA para ganar el campeonato. Los Bulls conseguirían liderar 3 a 0, pero los Sonics remontarían para ganar los dos siguientes partidos en casa. Sin embargo, la mayor experiencia de los Bulls superó a los Sonics, consiguiendo así su cuarto título (después de dos años de paréntesis). Debido a su gran rendimiento ante Seattle, Michael Jordan fue elegido el MVP de las Finales.

### Chicago Bulls
Michael Jordan decidió volver al baloncesto en 1995, después de una pequeña etapa como jugador de béisbol. Aunque falló a la hora de liderar a los Bulls en las Finales de 1995 en ese año, volvió para el siguiente año y llevaría a los Chicago Bulls a una de las temporadas más míticas de la historia de la NBA. Motivados por la derrota en los playoffs ante Orlando Magic, prepararon duramente la temporada 1995-96.
En la postemporada, los Bulls perdieron a B.J. Armstrong en el draft expansión, pero el general manager, Jerry Krause, realizó un gran traspaso al cambiar a Will Perdue a los San Antonio Spurs por el famoso reboteador Dennis Rodman, que había conseguido ser el mejor reboteador de la liga las cuatro pasadas temporadas.
Ese año, espoleados por la incorporación de Dennis Rodman, los Bulls dominarían la liga. Con un quinteto titular formado por: Ron Harper, Michael Jordan, Scottie Pippen, Dennis Rodman y Luc Longley, y con quizás uno de los mejores banquillos de la liga: Steve Kerr, Toni Kukoč, Bill Wennington y Randy Brown, los Bulls registraron una de las mayores mejoras en una temporada y el mejor balance existente. Pasaron de 47-35 a 72-10, lo que ha supuesto el mejor récord en la liga desde que se juega a un total de 82 partidos. Jordan ganó su octavo título de anotación, Rodman su quinto título en rebotes, mientras que Kerr lideró la liga en tiros de tres. Michael Jordan ganaría el premio al mejor jugador en la liga regular además del MVP del All-Star Game.
Jerry Krause ganaría el premio al ejecutivo del año, Phil Jackson el premio al mejor entrenador del año y Toni Kukoč sería premidado como el mejor sexto hombre. Scottie Pippen y Michael Jordan formarían parte del primer equipo ideal NBA y Jordan, Pippen y Dennis Rodman aparecerían en el primer equipo defensivo, los únicos tres jugadores del mismo equipo que lo conseguirían.
Los Chicago Bulls no tendrían problemas durante los playoffs. Después de vencer a Miami de más de 15 puntos por partidos en la primera ronda, pasarían con un 4-1 ante los Knicks en semifinales se vengarían de los Magic dejando su marcador de encuentros a cero en las Finales de la Conferencia Este.

### Seattle Supersonics
En los Playoffs de 1994, el primer clasificado Seattle (63-19) perdería 3 partidos a 2 ante el octavo clasificado, Nuggets (42-40). Seattle volvería a ser derrotado en los Playoffs de 1995 ante Los Angeles Lakers. Después de dos eliminaciones en primera ronda, Seattle se vengaría en la temporada de 1996 jugando de una forma imparable, lo que se denominaría Sonic Boom.
Liderados por Gary Payton y Shawn Kemp, los SuperSonics conseguirían un balance de 64-18, liderando la Conferencia Oeste, y estableciendo el récord de la historia de los Supersonics en victorias durante una temporada. Seattle acabó con Sacramento en la primera ronda; 3 partidos a 1. Además no tuvo problemas con el defensor del campeonato, Houston, al que eliminó sin perder ningún partido. Sin embargo, sus problemas en las series de playoffs volverían a emerger después de regalar dos partidos ante Utah Jazz empatando las series 3-3. Sin embargo, conseguirían ganar el séptimo y último partido en la que fuese una de las series más excitantes de los playoffs de 1996. Seattle irían por primera vez a las Finales NBA desde 1979.

## Resumen de los partidos

### Partido 1
| 5 de junio                        | Seattle Supersonics                                                                                                  | 90–107                   | Chicago Bulls |                                            |  |  |
|                                   | |                          | |                                            |  |  |
|                                   | Estadísticas Shawn Kemp 32; Sam Perkins 14 Payton 10; Schrempf 8; Kemp 8 Payton 6; Schrempf 3 Pérdidas: Shawn Kemp 7 | Recap Pts Reb Asts Otros | Estadísticas Michael Jordan 28; Pippen 21 Rodman 13; Pippen 7; Jordan 7 Ron Harper 7; Toni Kukoc 4 Tapones: Luc Longley 4; Pippen 3 | Pabellón: United Center, Chicago, Illinois |  |  |
| Chicago Bulls lideraba serie, 1-0 | |                          | |                                            |  |  |
|                                   | |                          | |                                            |  |  |

### Partido 2
| 7 de junio                        | Seattle Supersonics | 88–92                    | Chicago Bulls |                                            |  |  |
|                                   | |                          | |                                            |  |  |
|                                   | Estadísticas Shawn Kemp 29; Hersey Hawkins 16 Shawn Kemp 13; Ervin Johnson 7 Payton 3; Schrempf 3 Tapones: Shawn Kemp 4 | Recap Pts Reb Asts Otros | Estadísticas Michael Jordan 29; Pippen 21 Rodman 20; Pippen 7; Jordan 6 Michael Jordan 8; Toni Kukoc 5 Tapones: Luc Longley 2; Pippen 2 | Pabellón: United Center, Chicago, Illinois |  |  |
| Chicago Bulls lideraba serie, 2-0 | |                          | |                                            |  |  |
|                                   | |                          | |                                            |  |  |

### Partido 3
| 9 de junio                        | Chicago Bulls                                                                                     | 108–96             | Seattle Supersonics                                                                                                |                                         |  |  |
|                                   |                                                                                                   |                    | |                                         |  |  |
|                                   | Estadísticas Michael Jordan 36; Luc Longley 19 Rodman 10; Pippen 8 Scottie Pippen 9; Toni Kukoc 7 | Recap Pts Reb Asts | Estadísticas Detlef Schrempf 20; Payton 19 Frank Brickowski 7; Payton 7 Payton 9; Schrempf 3 Tapones: Shawn Kemp 4 | Pabellón: KeyArena, Seattle, Washington |  |  |
| Chicago Bulls lideraba serie, 3-0 |                                                                                                   |                    | |                                         |  |  |
|                                   |                                                                                                   |                    | |                                         |  |  |

### Partido 4
| 12 de junio                       | Chicago Bulls | 86–107                   | Seattle Supersonics                                                             |                                         |  |  |
|                                   | |                          |                                                                                 |                                         |  |  |
|                                   | Estadísticas Michael Jordan 23; Toni Kukoc 14 Rodman 14; Pippen 11 Scottie Pippen 8; Rodman 4 Pérdidas: Toni Kukoc 6; Jordan 4 | Recap Pts Reb Asts Otros | Estadísticas Shawn Kemp 25; Payton 21 Shawn Kemp 11; Hersey Hawkins 6 Payton 11 | Pabellón: KeyArena, Seattle, Washington |  |  |
| Chicago Bulls lideraba serie, 3-1 | |                          |                                                                                 |                                         |  |  |
|                                   | |                          |                                                                                 |                                         |  |  |

### Partido 5
| 14 de junio                       | Chicago Bulls                                                                                     | 78–89              | Seattle Supersonics                                                                                        |                                         |  |  |
|                                   |                                                                                                   |                    | |                                         |  |  |
|                                   | Estadísticas Michael Jordan 26; Pippen 14 Rodman 12; Toni Kukoc 9 Scottie Pippen 5; Luc Longley 4 | Recap Pts Reb Asts | Estadísticas Payton 23; Shawn Kemp 22 Shawn Kemp 10; Gary Payton 9 Payton 6, Kemp 3 Pérdidas: Shawn Kemp 4 | Pabellón: KeyArena, Seattle, Washington |  |  |
| Chicago Bulls lideraba serie, 3-2 |                                                                                                   |                    | |                                         |  |  |
|                                   |                                                                                                   |                    | |                                         |  |  |

### Partido 6
| 16 de junio                   | Seattle Supersonics | 75–87                    | Chicago Bulls |                                            |  |  |
|                               | |                          | |                                            |  |  |
|                               | Estadísticas Detlef Schrempf 23; Gary Payton 19 Shawn Kemp 14; Sam Perkins 6 Payton 7; Sam Perkins 5 Pérdidas: Schrempf 5; Payton 5 | Recap Pts Reb Asts Otros | Estadísticas Michael Jordan 22; Pippen 17 Rodman 19; Jordan 9 Michael Jordan 7; Pippen 5 Pérdidas: Luc Longley 6; Jordan 5 | Pabellón: United Center, Chicago, Illinois |  |  |
| Chicago Bulls ganó serie, 4-2 | |                          | |                                            |  |  |
|                               | |                          | |                                            |  |  |